# Michel Teló
Michel Teló de Nereira (Medianeira, Paraná, 21 de enero de 1981) es un cantante, compositor y actor brasileño.
Tomó notoriedad por el sencillo «Ai Se Eu te Pego», lanzado en 2011. Forma parte de dos grupos musicales, pero fue con el grupo Tradição con el que su carrera despegó como cantante. Michel se hizo conocido en 1994 con el grupo Tradição, de allí publicaron los grandes éxitos de "Barquinho", "O Caldeirão", "Pra Sempre Minha Vida", "A Brasileira" y "Eu Quero Você". Esos mismos fueron escritos por Michel. Además de cantante y compositor es un bailarín e instrumentista del acordeón y la armónica.
En 2008 lanzó su álbum debut en solitario, Balada Sertaneja. El álbum no fue recibido bien comercialmente, y no entró en el listado de ABPD, sin embargo, el sencillo «Ei, Psiu! Beijo Me Liga», y «Amanhã Sei Lá», alcanzaron posiciones importantes en el Billboard Hot 100 de Brasil. En 2010 lanzó su primer álbum en vivo, Michel Teló - Ao Vivo que, aun sin alcanzar el Top 20 semanal fue certificado oro, fue lanzado internacionalmente en 2011 El álbum generó tres sencillos destacados «Fugidinha» su primer sencillo llegó a la primera posición en Billboard Hot 100 de Brasil. El álbum recibió una nominación para los Premios Grammy Latinos. En 2011 lanzó su segundo álbum en vivo titulado Michel Na Balada grabado durante la gira Fugidinha Tour. El álbum alcanzó la sexta posición en el Top 20 semanal ABPD, y la segunda posición en la tabla de los álbumes portugueses siendo certificado disco de oro. El primer sencillo «Ai Se Eu Te Pego» se convirtió en el segundo número uno en Billboard Hot 100 de Brasil, también alcanzó la primera posición en Alemania, España e Italia, dejando atrás grandes artistas de la música.
A lo largo del 2011, Michel, hizo más de 240 espectáculos, Según la revista Forbes de la Fugidinha Tour fue visto por 17 millones de personas y recaudó alrededor de $ 18 millones en 2011. También fue citado por la revista como un fenómeno global. También batió el récord por tener la canción brasileña con más visitas en Youtube, con más de 100 millones de visitas. También en 2011 fue el décimo más visitado de Google Brasil.
Michel Teló se inspiró en los artistas de la música campestre brasileña como Leonardo y el dueto Chitãozinho y Xororó y cantantes de música popular brasileña como Roberto Carlos y Luiz Gonzaga. Afirmó que su ciudad es una fuente de inspiración para sus composiciones.

## Trayectoria

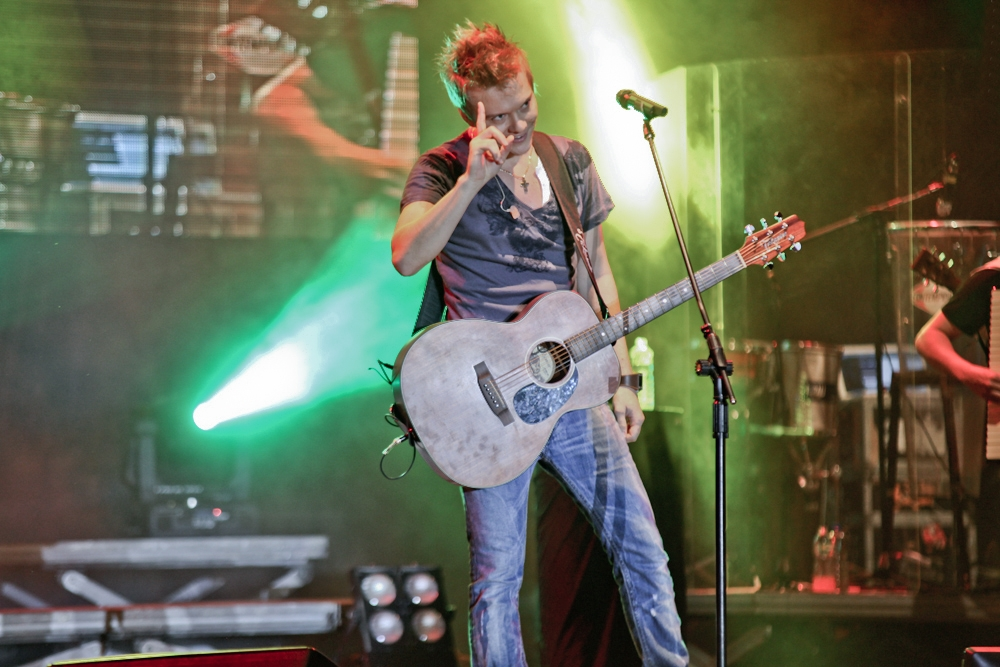
Michel Teló tocando una guitarra acústica.

### 1997-2008: Grupo Tradicion
Michel comenzó su carrera en la década de los noventa. Cuando tenía diez años, su padre le regaló un acordeón. "Fue como un juego, no era nada serio", dijo el cantante en una entrevista con John Smith. Dos años más tarde, vecinos, amigos de la escuela y su hermano lo convenció de formar una banda de música folk, que se llamaba "Guri" para reforzar el sabor de Telo en la música y de una manera profesional. Luego, poco después fue convocado para asistir al Grupo Tradição
, "una de las bandas más importantes de música country en Brasil", donde permaneció durante 11 años, desde 1997 a 2008. En 2009, Telo optó por dejar la banda y seguir una carrera en solitario, hecho que dejó muy triste al grupo, pero de acuerdo con Wagner, su exproductor, no generó fricciones e incluso enemistad. "Fue él quien dio entrevistas, hizo las fotos. Era la cara del grupo. Él era un hermano y su voluntad era hacer una carrera en solitario. Estaban decididos a jugar bien este proyecto, y cómo negociar. La Tradição continúa con su carrera y tiene Guillermo Berthold y actual vocalista. Con la salida de Michel, los otros miembros abandonaron el grupo por no creer en el proyecto sin Telo. La banda acaba de seguir un acordeonista con el fuera de pista. "Tenía dos meses y luego se quitó, yo no sé por qué", dijo Wagner.

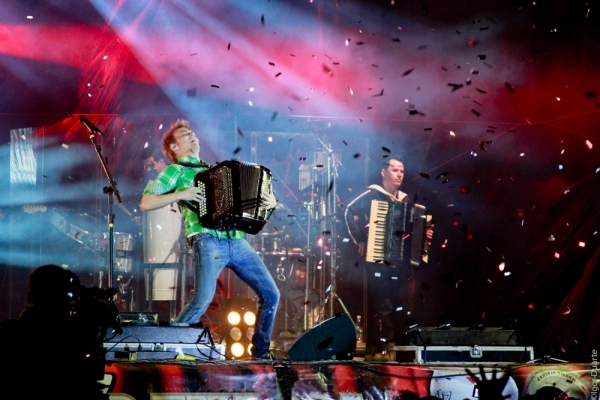
Michel Tocando una Zanfona.

### Balada Sertaneja y Michel Teló - Ao Vivo

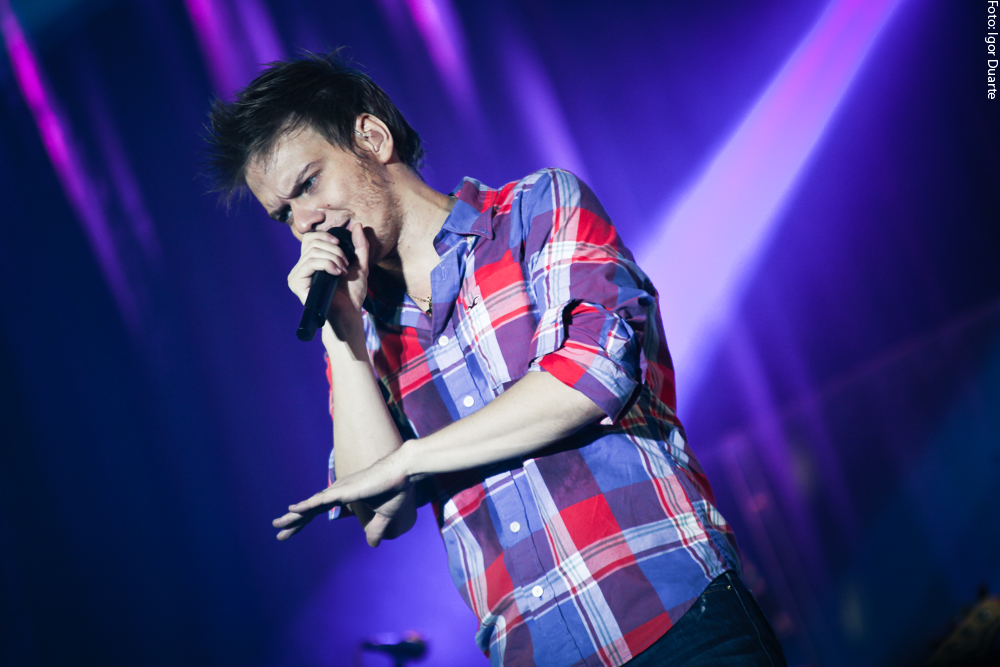
Michel Teló en 2011.

Balada Sertaneja fue el primer álbum en solitario de Michel. Lanzado en 2009 por Som Livre, siendo producido por Iván Myazato. El álbum contó con sólo dos sencillos, «Ei, Psiu! Beijo Me Liga» y «Amanhã Sei Lá». El 16 de marzo de 2011 asistió a la fiesta, llamada Sertanejo Universitário de Big Brother Brasil 11, junto con el doble de João Bosco y Vinicius entre otros. En octubre de 2011, fue un presentador invitado para reemplazar a Eliana en su programa durante la licencia por embarazo en la SBT. También asistió a la presentación del Proyecto Esperanza Infantil de la Rede Globo, junto con Zezé Di Camargo, Fernando Sorocaba, Chitãozinho y Xororó. El 21 participó en el bloque "Sufoco" de Domingão do Faustão. Durante la grabación, Michel cayó con la nariz. Poco después de lo acontecido, en conversación con la Revista Digital Fuxico, el cantante aprovechó la oportunidad para negar que él había tenido puntos en la nariz después de la caída. Su canción «Ei, Psiu! Beijo Me Liga» tuvo gran éxito en 2010. Además de «Fugidinha», que es creado por el grupo Tiaguinho, la versión interpretada por Michel Telo, fue un éxito en el programa O Melhor do Brasil de la Rede Record y formó parte integrante de la banda sonora de la novela Malhação de la Rede Globo durante dos años consecutivos. En una entrevista con Billboard Brasil Michel habló sobre su próximo CD. Dijo que también regrabará canciones de los dúos Milionário e José Rico, Chitãozinho e Xororó y Matogrosso e Mathias. "Tenemos siete canciones listas. El álbum estará en la misma línea que me gusta cantar" Comentó Michel.
También en 2011 recibió la certificación de disco de oro entregado por la presentadora de TV Globo, Xuxa por las ventas de 40 millones de copias del CD Michel Teló - Ao Vivo. El 28 de agosto, Michel, cumpliendo dos años de carrera como solista y lanzó para celebrar el momento, una nueva versión de su sitio web, con un aspecto más moderno y mucha información para los fanes como su biografía. En la entrada se ve un video con clips de programas, entre bastidores y la participación en programas de televisión. éxitos como “Fugidinha”, “Larga De Bobeira”, “Ei, Psiu! Beijo Me Liga” y “Se Intrometeu”, se pudieron escuchar. También contiene escenas de Michel Telo "actuando" en público. El 16 de septiembre cantó con João Bosco & Vinicius en uno de los más grandes escenarios del país llamado Terraça Daslu,e s una casa conocida a nivel nacional por ser de lujo y tienen una capacidad de más de 50.000 personas. La mayor prueba del éxito de Michel vino para arriba con una nominación para el Grammy Latino al Mejor Álbum de Música Sertaneja en competencia con los cantantes Paula Fernandes, Roberta Miranda, João Bosco y Vinicius y Leonardo.

### 2011-presente: Na Balada y fama mundial
El 18 de diciembre de 2011 Michel lanza su segundo álbum en vivo Michel Na Balada grabado en la gira Fugidinha Tour, en enero de 2012 el álbum fue relanzado a nivel mundial por Universal Music.
«Ai Se Eu Te Pego» fue lanzado como el primer sencillo, y se convirtió en un éxito a nivel nacional alcanzando la primera posición en el Hot 100 Airplay de Brasil, aunque la letra era en portugués.] Con las actuaciones de los jugadores de fútbol logró el éxito internacional alcanzando el primer lugar en Portugal, España, Costa Rica, Panamá, Países Bajos, Alemania e Italia entre otros países. También rompió el récord de tener la canción brasileña con más visitas en Youtube, con más de 100 millones de visitas. Fue certificado triple platino en Italia y platino en España.
El jugador portugués del Real Madrid Cristiano Ronaldo celebró con el lateral brasileño Marcelo Vieira el baile de la música después de anotar un gol ante el Málaga Club de Fútbol. Varios jugadores celebraron con música, como Neymar y Diego Souza. La coreografía se convirtió en una moda entre los jugadores del Real Madrid siendo alabada por varios jugadores en el equipo.
El 7 de noviembre de 2011 el presentador de Jorge Kajuru mostró un vídeo publicado por Michel para darle las gracias por su carrera profesional a nivel internacional, Michel también habla de una gira europea, citando a un espectáculo en España, donde solicitó la presencia del jugador Ronaldo. Al final del año Telo, participa en el Show del Cambio de Año de la cadena Rede Globo donde interpretó la canción «Ai Se Eu Te Pego», junto con Neymar jugador que según Michel dice es su mayor fan. El 2 de diciembre Michel dijo en una entrevista con IG que tiene previsto grabar una versión en inglés de su éxito «Ai Se Eu te Pego». El 4 de diciembre de 2011 Michel firmó un contrato con Universal Music en Francia, para dar a conocer Na Balada en el país. El músico reveló durante una entrevista con el diario Folha de S. Paulo, que está negociando para una colaboración con el rapero Pitbull a principios de 2012. También dijo que su sueño es cantar con la colombiana Shakira. En la mañana del 20 de enero asistió a la presentación del cantante Pitbull en Recife cantando la canción «Ai Se Eu Te Pego» para reforzar aún más la colaboración con el rapero en la una de sus nuevas canciones. «Eu Te Amo e Open Bar» y «Humilde Residência» también fueron lanzados como sencillo en Brasil y llegó a la 89a y 26 en el Billboard Hot 100 de Brasil. El 8 de febrero, asistió a la Big Brother Brasilen su Edición 12. El cantante ha firmado un contrato con Simon Cowell para el sello Syco Music, una filial de Sony Music para lanzar discos del cantante en Irlanda e Inglaterra. En el año 2012, se presentó en los Premios Billboard a la música latina, en la cual hizo su primera presentación en Estados Unidos.
El 13 de agosto de 2015 colabora en el concierto de Carlos Vives titulado "Vives y sus amigos" de la gira "Mas Corazón Profundo Tour" en el Estadio El Campín de Bogotá ante más de 42 mil personal cantaron Como Le Gusta A Tu Cuerpo presentándose por primera vez en Colombia.

## Discografía
Álbumes de estudio
- 2009: Balada Sertaneja

Álbumes en vivo
- 2010: Michel Teló - Ao Vivo
- 2011: Na balada
- 2013 Sunset

Sencillos
- «Ei, Psiu! Beijo me liga»
- «Amanhã sei lá»
- «Fugidinha»
- «Se intrometeu»
- «Larga de Bobeira»
- «Ai Se Eu te Pego»
- «If I catch you»
- «Bara Bara Bara Bere Bere Bere»
- «Se Tudo Fosse Facil» (con Paula Fernandes)
- «Implorando Pra Trair»
- «Coração Cansou»
- “Não Tem Pra Ninguém»
- «Levanto o Copo»
- «Chocolate Quente»
- «Tá Quente»
- «O Mar Parou»
- «Modão Duído» (con Maiara e Maraisa)

Colaboraciones
- 2010: «Alô» (de Léo & Junior)
- 2011: «Vamo Mexê» (con Bruninho & Davi)
- 2013: «Como le gusta a tu cuerpo» (de Carlos Vives)
- 2013: «Que viva la vida (Remix)» (de Wisin)
- 2014: «Te dar um Beijo» («Darte un beso» de Prince Royce)